# Mädi Takijew

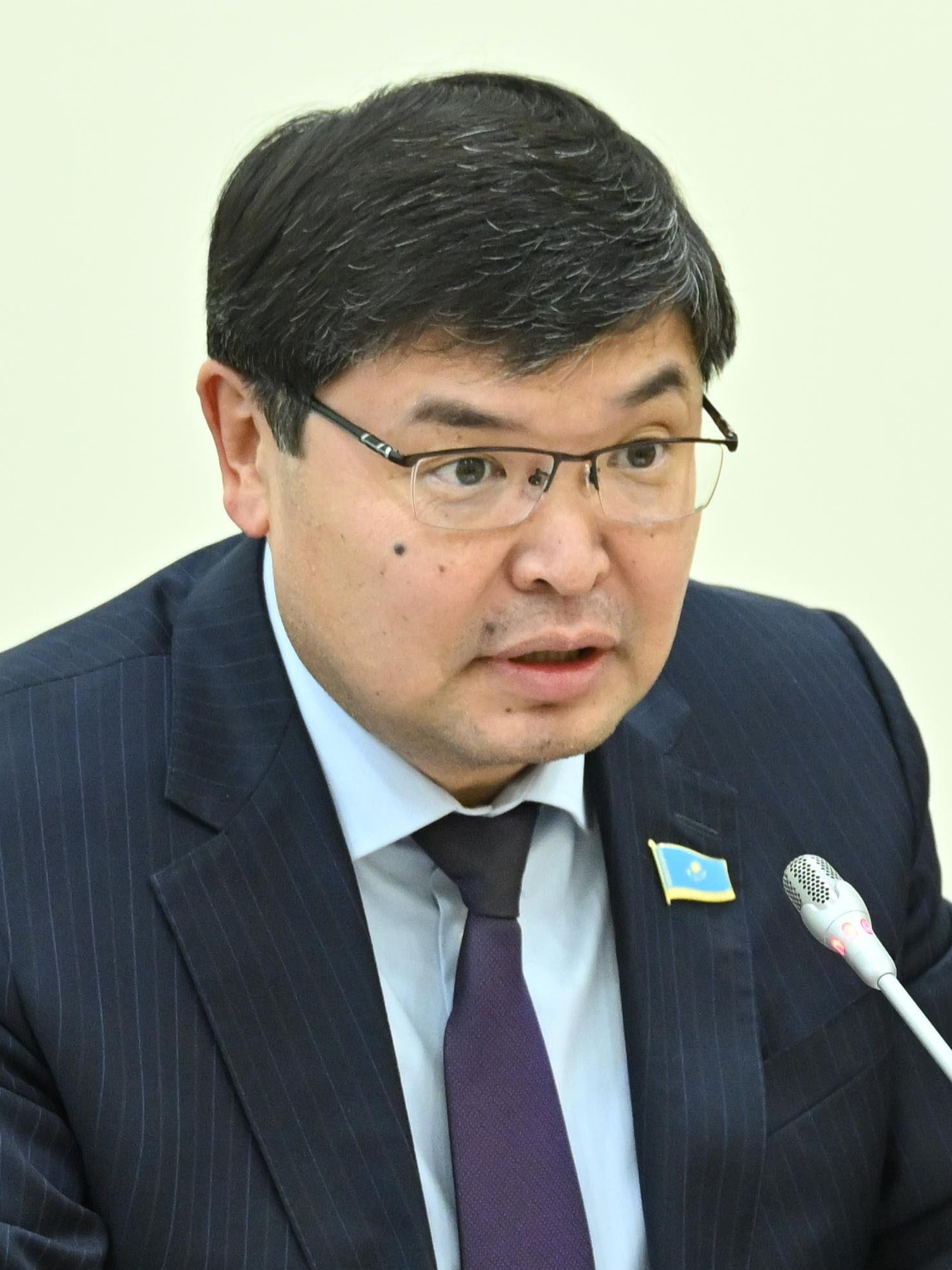
Mädi Takijew (2023)

Mädi Tökeschuly Takijew (kasachisch Мәди Төкешұлы Такиев Mädi Tökeşūly Takiev, russisch Мади Токешович Такиев Madi Tokeschowitsch Takijew; * 1. April 1978 in Bakanas, Kasachische SSR) ist ein kasachischer Politiker.

## Leben
Takijew wurde 1978 in Bakanas im heutigen Audan Balqasch im Gebiet Almaty geboren. Er erlangte 1998 einen Hochschulabschluss an der Kasachischen Staatlichen Akademie für Management in Rechnungswesen und Wirtschaftsprüfung. Einen weiteren Hochschulabschluss in Rechtswissenschaften erlangte er im Jahr 2005 an der Humanitären Qonajew-Universität. 2011 schloss er einen Master of Business Administration an der University of International Business ab.
Seine berufliche Laufbahn begann Takijew 1998 bei der Steuerbehörde der Stadt Almaty; hier durchlief er verschiedene Positionen. Ab 2008 wechselte er in die Steuerbehörde des Gebietes Almaty, wo er zunächst Abteilungsleiter war und 2009 zum stellvertretenden Leiter der Behörde befördert wurde. Zwischen 2012 und 2013 war er Abteilungsleiter im kasachischen Finanzministerium und von 2013 bis 2014 Abteilungsleiter im kasachischen Wirtschaftsministerium. Danach war er für wenige Monate Berater der Sozial- und Wirtschaftsabteilung des Büros des kasachischen Premierministers bevor er Leiter der Abteilung für Staatseinnahmen der Gebietes Atyrau wurde. Diese Position bekleidete er bis 2017, danach kehrte er erneut ins Finanzministerium zurück. 
Am 12. März 2019 wurde Takijew zum stellvertretenden Wirtschaftsminister Kasachstans ernannt. Dies blieb er bis zum 24. September 2020, danach er wechselte er als Abteilungsleiter in die Verwaltung des Präsidenten. Nach der Parlamentswahl 2023 zog er über die Parteiliste der Partei Amanat als Abgeordneter in die Mäschilis, das Unterhaus des kasachischen Parlaments, ein. Dort war er Vorsitzender des Finanz- und Haushaltsausschusses.
Seit dem 6. Februar 2024 ist er im Kabinett Bektenow kasachischer Finanzminister.